# Mai Kuraki
Mai Kuraki (jap. 倉木 麻衣 Kuraki Mai; ur. 28 października 1982 w Funabashi) – japońska wokalistka muzyki popularnej oraz producent muzyczny.
Kuraki zadebiutowała w 1999 roku, wydając singel Love, Day After Tomorrow. w 2000 roku ukazał się jej debiutancki album, delicious way, który zadebiutował jako numer jeden i sprzedał się w ilości 3 530 420 egzemplarzy w pierwszym tygodniu sprzedaży. Kuraki jest jedną z nielicznych artystek w Japonii, których pierwsze cztery albumy studyjne, wydane od jej debiutu, zdobyły szczyty list Oricon.

## Życiorys

### Wczesne życie i kariera muzyczna
Pod wpływem muzyki Whitney Houston i tańca Michaela Jacksona, Kuraki postanowiła zostać piosenkarką. Będąc jeszcze w liceum, Kuraki wysłała swoje demo do Giza Studio, które podpisało z nią kontrakt muzyczny. Jednak zanim Kuraki zadebiutowała w Japonii, rozpoczęła swoją karierę w Ameryce. Pod marką wytwórni Giza USA i BIP! Records, Kuraki wydała pod pseudonimem Mai K singel Baby I Like. Singel wywarł duże wrażenie na kierownictwie wytwórni East West Records, co skłoniło ją do dalszej dystrybucji singla. Piosenka jednak nie odniosła sukcesu na liście Billboard i wytwórnia Giza przeniosła ją do Japonii.

### 2000–2001: Debiut
Mai Kuraki wydała swój pierwszy japoński singel Love, Day After Tomorrow 8 grudnia 1999 roku. Singel zadebiutował na listach Oriconna miejscu 18. W marcu 2000 roku singel znalazł się na 2 pozycji. Jej drugi singiel i trzeci singel odniosły podobne sukcesy. Stay by my side został wydany 15 marca 2000 i znalazł się na szczycie listy Oricon, a Secret of my heart, wydany 26 kwietnia 2000 znalazł się na miejscu 2. Singel Secret of my heart otrzymał certyfikat Milion przez Recording Industry Association of Japan i zdobył nagrodę Japan Gold Disc Award za „Piosenkę Roku”.
W czerwcu 2000 roku Kuraki wydała swój czwarty singel NEVER GONNA GIVE YOU UP i pierwszy album delicious way. Singel znalazł się na 2 pozycji, podczas gdy album zadebiutował na szczycie listy Oricon sprzedając się w ilości 2 210 000 kopii pierwszego tygodnia. Album otrzymał certyfikat 3x Milion przez RIAJ i zdobył nagrodę podczas 16 rozdania Japan Gold Disc Award za „Rockowy Album Roku”.

### 2002–2008: Spadek w sprzedaży
W 2002 roku Kuraki wydała trzy single promujące jej trzeci album FAIRY TALE wydany w październiku 2002 roku. Nowy album, tak jak poprzednie, znalazł się na szczycie listy Oricon. Album zdobył nagrodę Japan Gold Disc Award za „Rockowy & Popowy Album Roku”. Piosenkarka ponownie spróbowała swoich sił na rynku amerykańskim wydając swój debiutancki anglojęzyczny album, Secret of my heart, ale podobnie jak jej singel Baby I Like album nie odniósł sukcesu.
Jej czwarty album If I Believe został wydany 9 lipca 2003 roku. Kuraki wydała również cztery single: Make my day, Time After Time (Hana Mau Machi de), Kiss i Kaze no La La La, z których wszystkie zostały Top 3 Oricon Singles Chart. Album If i Believe został kolejnym albumem nr 1 listy Oricon zdobywając certyfikat 2x Platyna. 1 stycznia 2004 roku Kuraki wydała swoją pierwszą kompilację Wish You the Best. Album zadebiutował na szczycie list i zdobył certyfikat Milion zostając ostatnim, który osiągnął ten status.
W 2005 roku piosenkarka wydała swój piąty album FUSE OF LOVE. Album promowany był singlami Ashita e kakeru hashi, Love,needing, Dancing i P.S♡MY SUNSINE. Ashita e kakeru hashi zadebiutował w czołowej 3, podczas gdy inne single zadebiutowały poza Top 3. FUSE OF LOVE zadebiutował na #3 pozycji na liście albumów Oricon, kończąc passę albumów numer 1. Album zdobył status złotej płyty. Album DIAMOND WAVE, wydany w 2006 roku, również zadebiutował na #3 pozycji zdobywając status złotej płyty. Promującymi go singlami były: Growing of My Heart, Best of Hero i Diamond Wave, wszystkie sklasyfikowały się w Top 10.
Ostatnimi singlami wydanymi pod wytwórnią Giza Studio były Shiroi yuki oraz Season of love. Po ich wydaniu Kuraki została przeniesiona z Giza Studio do ówcześnie nowo uruchomionej siostrzanej wytwórni Northern Music. Pierwszym singlem z nowej wytwórni był Silent love ~open my heart~/BE WITH U, wydany tuż przed siódmym albumem ONE LIFE. Singel zadebiutował on na #9 pozycji, a album na #14. ONE LIFE zdobył status złotej płyty.
W 2008 roku piosenkarka wydała trzy single: Yume ga saku haru/You and Music and Dream (jap. 夢が咲く春/You and Music and Dream), Ichibyōgoto ni Love for you (jap. 一秒ごとに Love for you) i 24 Xmas time; wszystkie uplasowały się w pierwszej dziesiątce rankingu singli Oricon.

### 2009–2013:touch Me!i wzrost popularności
Ósmy album Kuraki, pt. touch Me!, został wydany 21 stycznia 2009 roku i zawierał single z 2008 roku. Zadebiutował na szczycie listy albumów Oricon i zdobył status złotej płyty. Album został pierwszym numerem jeden Kuraki po pięciu latach; Wish You the Best został wydany w 2004 roku. 1 kwietnia 2009 roku Kuraki wydała swój trzydziesty pierwszy singel – Puzzle/Revive. „PUZZLE” została wykorzystana jako piosenka przewodnia filmu Detective Conan: The Raven Chaser, a „Revive” została użyta jako 25 opening anime Detektyw Conan. Singel PUZZLE/Revive zadebiutował na 3 miejscu listy Oricon, plasując się w pierwszej trójce po pięciu latach (od wydania Ashita e kakeru hashi).
10 czerwca ukazał się trzydziesty trzeci singel Beautiful, który został wykorzystany jako komercyjny utwór dla firmy kosmetycznej Kose's Coseport Salon Style. Zadebiutował na 2 miejscu listy Oricon.
3 marca 2010 roku ukazał się kolejny singel – Eien yori nagaku/Drive me crazy, a 31 sierpnia został wydany singel SUMMER TIME GONE. 17 listopada piosenkarka wydała dziewiąty album studyjny FUTURE KISS, który uplasował się na 3 pozycji listy Oricon.
9 marca 2011 roku został wydany singel 1000 mankai no kiss (jap. 000万回のキス). 29 marca roku na Stadionie Nagai w Osace odbył się charytatywny mecz piłkarski, podczas którego Kuraki zaśpiewała hymn narodowy. Artystka ujawniła także, że pracowała nad piosenką charytatywną, która pomogłaby zebrać fundusze dla ofiar trzęsienia ziemi w Tōhoku.
31 sierpnia Sanrio ogłosiło współpracę z Northern Music w celu stworzenia jednej z postaci Wish me mell – Maimai, która jest oficjalnie wzorowana na Mai Kuraki, która także wykonała oficjalny utwór z serii Stay the Same. 25 maja ukazał się singel pt. Mō ichido, a kolejny Your Best Friend został wydany 19 października. Pierwszy DVD single piosenkarki, Strong Heart, został wydany 23 listopada. 22 października odbył się koncert charytatywny Mai Kuraki Premium Live One for all, All for one, podczas którego artystka wykonała obie piosenki z singla – „Strong Heart” i „always”, a część dochodu z koncertu zostało przekazane ofiarom tsunami z marca 2011 roku.
11 stycznia 2012 roku ukazał się album OVER THE RAINBOW. 38. singel piosenkarki, Koi ni koishite/Special morning day to you (jap. 恋に恋して／Special morning day to you), został wydany 15 sierpnia. Utwór Koi ni koishite został wykorzystany jako ending anime Detektyw Conan.
6 lutego 2013 roku piosenkarka wydała singel TRY AGAIN, który został wykorzystany jako opening anime Detektyw Conan. Od czerwca do sierpnia Kuraki koncertowała w 12 miejscach w Japonii, a 4 grudnia wydała DVD z nagraniami z trasy. W lipcu wydała DVD z pierwszego koncertu symfonicznego pt. Mai Kuraki Symphonic Live -Opus 1-. Dwa miesiące później, po sukcesie pierwszego koncertu, zorganizowała kolejny Mai Kuraki Symphonic Live -Opus 2-.

### 2014–2016: 15 rocznica
26 stycznia 2014 roku Kuraki wydała cyfrowy singel „You Can” dostępny tylko w Japonii. 26 lutego wydała singel DVD Wake me up, który uplasował się na 2. miejscu listy DVD Oricon. 27 sierpnia wydała 40. singel, zatytułowany „Muteki na Heart/STAND BY YOU” – pierwsza piosenka została wykorzystana jako 48 opening anime Detektyw Conan. Od września do listopada odbyły się koncerty 15th Anniversary Mai Kuraki Live Project 2014 BEST Ichigo Ichie ~Muteki na Heart~ świętujące 15 rocznicę od debiutu artystki. W listopadzie wydała swój trzeci best album Mai Kuraki BEST 151A -LOVE & HOPE- który zadebiutował na 2. pozycji listy Oricon Album Chart.
20 maja 2015 roku wydała kolejny cyfrowy singel „Serendipity”', który został wykorzystany jako komercyjna piosenka dla West Japan Railway Company. 12 września odbył się kolejny koncert symfoniczny Mai Kuraki Symphonic Live -Opus 3 -.
Od stycznia 2016 roku uczestniczyła w projekcie wspierającym system edukacji w Kambodży. Po pół roku przerwy, 30 lipca, Kuraki wydała nowy cyfrowy singel SAWAGE☆LIFE, który został wykorzystany jako kolejny ending anime Detektyw Conan. We wrześniu piosenkarka odbyła trasę koncertową Mai Kuraki "Time After Time" Chine Live Tour w Chinach.
W październiku zapowiedziała pierwszą od trzech lat japońską trasę, Mai Kuraki Live Project 2017 “SAWAGE☆LIVE” , która trwała od marca do kwietnia 2017 roku.
22 listopada zapowiedziano wydanie nowego singla – „YESTERDAY LOVE”, piosenka została użyta jako ending anime Detektyw Conan, ze specjalnym teledyskiem 360°.

### Od 2017:Smilei sukces „Togetsukyō ~Kimi omou~”
15 lutego 2017 roku ukazał się 11. album studyjny Smile.
12 kwietnia Kuraki wydała singel „Togetsukyō (Kimi omou)”, który został wykorzystany jako piosenka przewodnia filmu Meitantei Conan: Kara kurenai no love letter. Piosenka natychmiast weszła na główne listy przebojów w Japonii, sprzedając około 30 tys. egzemplarzy w ciągu pierwszego tygodnia, ostatecznie sprzedając się w liczbie ponad 73 tys. fizycznych kopii i zostając jej najlepiej sprzedającym się singlem od 2004 roku („Ashita e kakeru hashi”). Piosenka zdobyła także platynowy certyfikat za sprzedaż cyfrową.
25 lipca została wpisana do księgi rekordów Guinnessa za zaśpiewanie największej liczby piosenek do jednego serialu anime (Detektyw Conan). 25 października ukazał się czwarty album kompilacyjny Mai Kuraki × Meitantei Conan COLLABORATION BEST 21 -Shinjitsu wa itsumo uta ni aru!- (jap. 倉木麻衣×名探偵コナン COLLABORATION BEST 21 -真実はいつも歌にある!-), powstały we współpracy z serialem Detektyw Conan. Album odniósł komercyjny sukces, osiągając czwarte miejsce na liście Oricon i sprzedając się w liczbie ponad 78 tys. egzemplarzy w Japonii. W grudniu Kuraki po raz pierwszy od 12 lat pojawiła się w Kōhaku Uta Gassen, gdzie wykonała „Togetsukyō (Kimi omou)”.
10 października 2018 roku piosenkarka wydała swój pierwszy album koncepcyjny pt. Kimi omou ~Shunkashūtō~. Uplasował się na trzecim miejscu listy Oricon i sprzedał się w liczbie około 30 tys. egzemplarzy w Japonii. Płyta zawierała też pięć wcześniej wydanych singli: „Togetsukyō ~Kimi omou~”, „WE ARE HAPPY WOMEN”, „Do it!”, „Light Up My Life” i „Koyoi wa yume o misasete”.
W marcu 2019 roku został wydany singel Kimi to koi no mama de owarenai itsumo yume no mama ja irarenai/Barairo no jinsei (jap. きみと恋のままで終われない いつも夢のままじゃいられない/薔薇色の人生), z którego obie piosenki zostały wykorzystane w serialu Detektyw Conan. Z okazji 20. rocznicy debiutu Kuraki w lipcu wyruszyła w azjatycką trasę 20th Anniversary Mai Kuraki Live Project 2019 in Asia. 14 sierpnia ukazał się trzynasty album studyjny Let’s Goal! ~Barairo no jinsei~. W celu promocji albumu piosenkarka wyruszyła w trasę 20th Anniversary Mai Kuraki Live Project 2019 "Let’s GOAL! ~Barairo no jinsei~", która trwała od sierpnia do listopada 2019 roku. W grudniu ukazała się piąta kompilacja pt. Mai Kuraki Single Collection ~Chance for you~.
6 marca 2021 roku został wydany singel „Zero kara hajimete” (jap. ZEROからハジメテ) w dystrybucji cyfrowej i streamingowej. Piosenka została napisana z okazji 1000. odcinka serialu Detektyw Conan. 2 czerwca piosenka została wydana jako singel DVD.

## Dyskografia

### Albumy studyjne
- delicious way (2000)
- Perfect Crime (2001)
- FAIRY TALE (2002)
- If I Believe (2003)
- FUSE OF LOVE (2005)
- DIAMOND WAVE (2006)
- ONE LIFE (2008)
- touch Me! (2009)
- FUTURE KISS (2010)
- OVER THE RAINBOW (2012)
- Smile (2017)
- Kimi omou ~Shunkashūtō~ (jap. 君 想ふ 〜春夏秋冬〜) (2018)
- Let’s GOAL! ~Barairo no jinsei~ (jap. Let's GOAL! 〜薔薇色の人生〜) (2019)
- unconditional L♡VE (2021)

### Albumy wydane w USA
- Secret of my heart (2002)

### Albumy kompilacyjne
- Wish You the Best (2004)
- ALL MY BEST (2009)
- MAI KURAKI BEST 151A -LOVE & HOPE- (2014)
- Mai Kuraki × Meitantei Conan COLLABORATION BEST 21 -Shinjitsu wa itsumo uta ni aru!- (jap. 倉木麻衣×名探偵コナン COLLABORATION BEST 21 -真実はいつも歌にある!-) (2017)
- Mai Kuraki Single Collection ~Chance for you~ (2019)